# فرمول اسکلتی

فرمول اسکلتی یک داروی ضد افسردگی که در آن خطوط نشان دهنده پیوند های شیمیایی ،محل های شکست خطوط اتم های کربن است و مابقی اتم ها با نماد های شیمیایی نشان داده شده‌اند. همچنین، اتم های هیدروژن نمایش داده نمی شوند.

فرمول اسکلتی(به انگلیسی: Skeletal formula) روشی برای فرمول‌نویسی ترکیبات آلی است و در در آن از خطوط به عنوان پیوند های شیمیایی و حروف به عنوان نماد شیمیایی عناصر استفاده می‌شود.ویژگی مهم این نوع فرمول‌نویسی ،نمایش ندادن اتمهای کربن و هیدروژن است چرا که این دو اتم در اکثر ترکیبات آلی وجود دارند.محل شکست خطوط در این روش محل اتم‌های کربن و انتهای پاره خط‌ها محل اتم‌های هیدروژن است.این ویژگی موجب می‌شود رسم این نوع ساختارهای شیمیایی سریع تر انجام شود که در مولکول‌های آلی بزرگ کارایی زیادی دارد.این روش نخستین بار توسط شیمیدان آلمانی فریدریش آگوست ککوله ارائه شد.
== نگارخانه ==مادر